# Roland Kadefors
Per Roland Kadefors, född 23 februari 1939, är en svensk forskare inom ergonomi och arbetsvetenskap.
Kadefors är utbildad civilingenjör i elektronik från Chalmers tekniska högskola, där han disputerade i medicinsk teknik 1973 och blev docent samma år. Han var därefter verksam vid Sahlgrenska sjukhuset, och forskare inom neurofysiologi, rehabilitering och ortopedi. Han genomförde därefter ergonomiska studier av svetsningsarbete inom ramen för Götaverkens forskningsverksamhet kring varvsanställdas arbetsmiljö. Senare under 1970-talet var han chef för tekniskt arbetarskydd vid Götaverken och senare vid Swedyards.
Kadefors var adjungerad professor i tillämpad ergonomi vid Chalmers från 1994 och var efter sin verksamhet i varvsindustrin chef för forskningsverksamhet kring teknisk och organisatorisk utformning av industriell produktion på Lindholmen i Göteborg. Han var regionchef vid Arbetslivsinstitutet i Göteborg från 1999. Från 2007 är han knuten till Göteborgs universitet.
Kadefors var ordförande för svenska Amnesty 1986–1990. Han är far till författaren och journalisten Sara Kadefors och gift med Christina Lövestam.
Kadefors utsågs 2016 till hedersdoktor vid Högskolan i Gävle.